# Die Liebe im Licht
Die Liebe im Licht ist der Titel einer 2003 produzierten filmischen Milieustudie, in deren Zentrum die Beziehung zweier Paare steht.

## Handlung
Es ist die Zeit der großen Ferien, die die fünfzehnjährige Fanny bei ihren Großeltern, Lucien und Suzanne, in einer kleinen Stadt am Strand verbringt. Sie hat sich viel vorgenommen; möchte sie doch so rasch wie möglich ihre Jungfräulichkeit verlieren. Dazu klebt sie sogar einen Flyer in der Bäckerei auf; Fannys Vater Frédéric ist entsetzt. Da lernt Fanny den Radrennfahrer Benjamin kennen, einen gleichaltrigen Jungen, mit dem sie ihr Erstes Mal verleben möchte. Sie lädt Benjamin zu sich und den Großeltern ein.
In deren Beziehung kriselt es; seit Jahren gehen die Rentner getrennte Wege und führen getrennte Konten. Sie beschließen, ihre Beziehung zu überdenken und Fanny und Benjamin an ihren Erfahrungen teilhaben zu lassen.
Benjamin indessen weigert sich zunächst, mit Fanny zu schlafen. Schüchtern weist er die Annäherungsversuche des Mädchens zurück. Diese findet zunächst Trost bei Benjamins älterem Bruder Julien, doch findet dieser schnell heraus, dass ihr Herz ganz Benjamin gehört.
Am Ende beschließen die Großeltern sich scheiden zu lassen, und Benjamin und Fanny beginnen ihre Romanze.

## Hintergrundinformationen
Das Beziehungsdrama, das zuerst auf ARTE gezeigt wurde, entstand mit einfacher Handkamera und nähert sich den Protagonisten behutsam und nicht voyeuristisch. Auch zeigt Regisseur Bontzolakis die malerische Umgebung um Calais, dem Drehort des Films.